# Тимофєєв Євгеній
Євгеній Тимофєєв (рос. Евгений Тимофеев; нар. 3 квітня 1966, Ставрополь, РРФСР — пом. 2006) — радянський та російський футболіст, нападник та півзахисник.

## Життєпис
Вихованець ставропольської ДЮСШ-4, перший тренер Володимир Нешта. Розпочинав грати в «Динамо» (Ставрополь), в 1982—1984 роках у другій лізі провів 10 матчів. Після армійської служби в 1987 році виступав за «Сталь» (Чебоксари). У 1988 році переїхав до Запоріжжя, де провів три матчі за команду першої ліги «Металург», потім отримав дві травми, грав у другій лізі за «Торпедо». Грав у другій лізі за «Ниву» Вінниця (1989), «Уралмаш» Єкатеринбург (1990), другий нижчій лізі за «Сигнал» Ізобільний (1991). У Польщі виступав за команду III ліги «Андалузія» Пекари-Шльонські (1992) і II ліги «Полонія» Битом (1992/93).
У 1995—1999 роках грав у чемпіонаті Білорусі за «Бобруйськ» (1995), МПКЦ Мозир (1995—1996), «Білшина» Бобруйськ (1996—1999). У 1996 році зіграв три матчі, відзначився трьома голами в першості КФК за «Сигнал» Ізобільний.
Помер в 2006 році у віці 40 років.

## Особисте життя
|                                                                                 | Він міг все правильно робити, готувався до гри як треба, навіть пива не пив, харчувався з науки. Але після закінчення чемпіонату починався такий запій, що навіть мені, який побачив у житті різного, страшно ставало ... |
| — Євген Шабуня — колишній начальник «ФанДОКа», «Белшіни» та мінського «Торпедо» | |

## Досягнення
- Кубок Білорусі
  -  Володар (2): 1996/97, 1998/99

- Білоруська футбольна вища ліга
  -  Срібний призер (2): 1995, 1997
  -  Бронзовий призер (2): 1996, 1998